# World Series of Poker 2000
 (juillet 2025).
La mise en forme du texte ne suit pas les recommandations de Wikipédia : il faut le « wikifier ».
Les points d'amélioration suivants sont les cas les plus fréquents. Le détail des points à revoir est peut-être précisé sur la page de discussion.
- Les titres sont pré-formatés par le logiciel. Ils ne sont ni en capitales, ni en gras.
- Le texte ne doit pas être écrit en capitales (les noms de famille non plus), ni en gras, ni en italique, ni en « petit »…
- Le gras n'est utilisé que pour surligner le titre de l'article dans l'introduction, une seule fois.
- L'italique est rarement utilisé : mots en langue étrangère, titres d'œuvres, noms de bateaux, etc.
- Les citations ne sont pas en italique mais en corps de texte normal. Elles sont entourées par des guillemets français : « et ».
- Les listes à puces sont à éviter, des paragraphes rédigés étant largement préférés. Les tableaux sont à réserver à la présentation de données structurées (résultats, etc.).
- Les appels de note de bas de page (petits chiffres en exposant, introduits par l'outil «  Source ») sont à placer entre la fin de phrase et le point final[comme ça].
- Les liens internes (vers d'autres articles de Wikipédia) sont à choisir avec parcimonie. Créez des liens vers des articles approfondissant le sujet. Les termes génériques sans rapport avec le sujet sont à éviter, ainsi que les répétitions de liens vers un même terme.
- Les liens externes sont à placer uniquement dans une section « Liens externes », à la fin de l'article. Ces liens sont à choisir avec parcimonie suivant les règles définies. Si un lien sert de source à l'article, son insertion dans le texte est à faire par les notes de bas de page.
- La présentation des références doit suivre les conventions bibliographiques. Il est recommandé d'utiliser les modèles {{Ouvrage}}, {{Chapitre}}, {{Article}}, {{Lien web}} et/ou {{Bibliographie}}. Le mode d'édition visuel peut mettre en forme automatiquement les références.
- Insérer une infobox (cadre d'informations à droite) n'est pas obligatoire pour parachever la mise en page.

Pour une aide détaillée, merci de consulter Aide:Wikification.
Si vous pensez que ces points ont été résolus, vous pouvez retirer ce bandeau et améliorer la mise en forme d'un autre article.
Résultats des World Series of Poker 2000.

## Résultats
| Tournoi                                        | Vainqueur          | Prix     | Finaliste                      |
| ---------------------------------------------- | ------------------ | -------- | ------------------------------ |
| $500 Casino Employee's Limit Hold'em           | Dave Alizadeth     | $21,800  | Von Huang                      |
| $2,000 Limit Hold'em                           | Tony Ma            | $367,040 | Roman Abinsay                  |
| $1,500 Seven-card stud                         | Jerri Thomas       | $135,825 | Bill Gibbs                     |
| $1,500 Limit Omaha                             | Ivo Donev          | $85,800  | Thor Hansen                    |
| $1,500 Seven Card Stud Hi-Lo Split 8 or better | Randy Holland      | $120,990 | Eli Balas                      |
| $1,500 Pot Limit Omaha w/Rebuys                | Johnny Chan        | $179,400 | Josh Arieh                     |
| $1,500 Omaha Hi-Lo Split 8 or better           | Nat Koe            | $160,950 | Brent Carter                   |
| $2,000 No Limit Hold'em                        | Diego Cordovez     | $293,040 | Dave Ulliott                   |
| $2,500 Seven Card Stud                         | Chris Ferguson     | $151,000 | Al Decarlo                     |
| $2,000 Pot Limit Hold'em                       | Jimmy Athanas      | $173,900 | Dave Colclough                 |
| $3,000 Limit Hold'em                           | Chris Tsiprailidis | $213,600 | Ed Smith                       |
| $5,000 No Limit Deuce to Seven Draw w/Rebuys   | Jennifer Harman    | $146,250 | Lyle Berman                    |
| $2,500 Seven Card Stud Hi-Lo Split 8 or better | Joe Wynn           | $129,000 | Andreas Krause                 |
| $2,500 Pot Limit Omaha w/Rebuys                | Phil Ivey          | $195,000 | Thomas "Amarillo Slim" Preston |
| $1,500 Ace to Five Draw Lowball                | Richard Dunberg    | $76,200  | Roger Van Driesen              |
| $2,500 Omaha Hi-Lo Split 8 or better           | Michael Sohayegh   | $160,000 | Hasan Habib                    |
| $1,500 Razz                                    | Huck Seed          | $77,400  | John Spadavecchia              |
| $3,000 Pot Limit Hold'em                       | Mike Carson        | $222,000 | Jack Ward                      |
| $5,000 Seven Card Stud                         | David Chiu         | $202,000 | Ken Flaton                     |
| $3,000 No Limit Hold'em                        | Chris Bjorin       | $334,110 | Paul Evans                     |
| $5,000 Omaha Hi-Lo Split 8 or better           | Howard Lederer     | $198,000 | Allen Cunningham               |
| $5,000 Limit Hold'em                           | Jay Heimowitz      | $284,000 | Melissa Hayden                 |
| $1,000 Ladies' Limit Hold'em/Seven Card Stud   | Nani Dollison      | $53,200  | Martine Oules                  |
| Charity Media Tournament                       | Tim Ellis          | $5,000   | Jack Ring                      |

## Table finale du Main Event
| Place | Nom            | Prix       |
| ----- | -------------- | ---------- |
| 1er   | Chris Ferguson | $1,500,000 |
| 2e    | T. J. Cloutier | $896,500   |
| 3e    | Steve Kaufman  | $570,500   |
| 4e    | Hasan Habib    | $326,000   |
| 5e    | James McManus  | $247,760   |
| 6e    | Roman Abinsay  | $195,600   |